# Castell dels Moros (Vilallonga de Ter)
El Castell dels Moros és una muntanya de 2.132 metres que es troba al municipi de Vilallonga de Ter, a la comarca catalana del Ripollès.